# Miguel Cayetano Soler

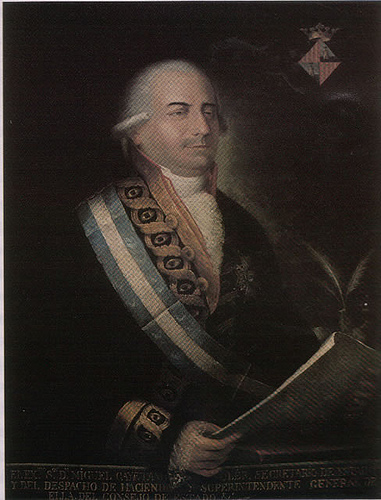
Cayetano Soler.

Miguel Cayetano de Soler Rabassa (Palma de Mallorca, 27 de septiembre de 1746 – Malagón, 17 de marzo de 1809) fue un abogado y político ilustrado español que entre 1798 y 1808 desempeñó el cargo de secretario de Estado y del Despacho de Hacienda del gobierno presidido por Godoy durante el reinado de Carlos IV.

## Biografía
Estudió derecho, ocupó diversos cargos públicos como Fiscal de la Intendencia de Mallorca (1775), Magistrado de la Audiencia de Mallorca y asesor del Tribunal Civil de Ibiza y Formentera (1784). En 1798, bajo la protección del reformista Francisco de Saavedra fue nombrado Ministro de Hacienda del gobierno presidido por Godoy durante el reinado de Carlos IV, con el objeto de tomar medidas drásticas que evitasen la inminente bancarrota del estado. 
Como ministro tomó varias medidas tendentes a mejorar la inflación y la situación financiera de la corona, incluyendo normas desamortizadoras sobre los bienes de la iglesia, el decomiso de un noveno de todos los diezmos que se pagaban a la iglesia en las diócesis americanas y el establecimiento de nuevos impuestos como el del vino, el cual iba en contra de un privilegio que establecía la exención fiscal durante 20 años, para todas aquellas personas que plantaran viñas.  El rechazo popular hacia esta medida fue alentado por la nobleza que estaba en contra de Soler por no ser sus orígenes sociales de alta alcurnia. 

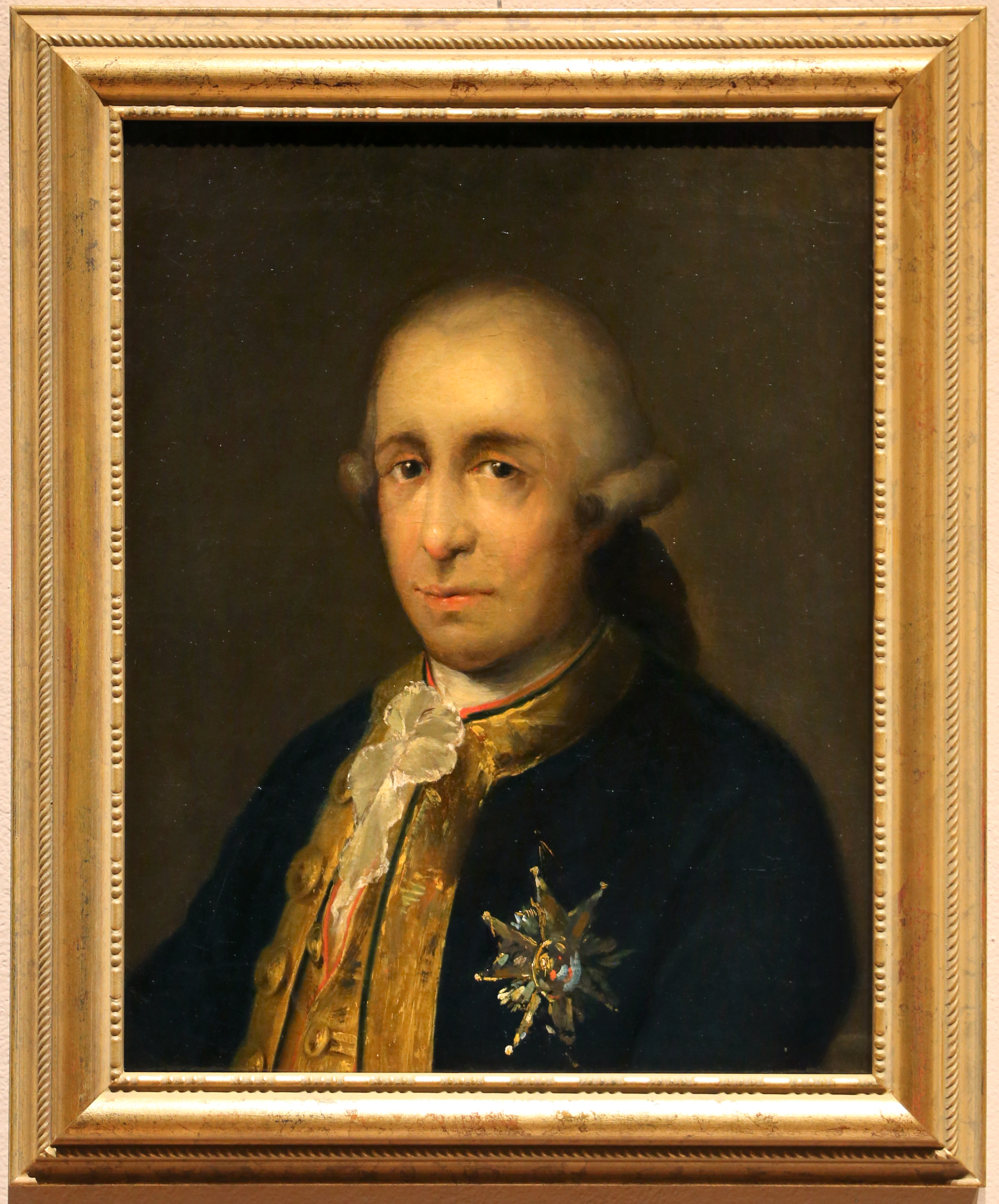
Cayetano Soler - Goya. Óleo sobre lienzo, medidas 55 x 43,5 cm. C. 1798-1803. Documentado (Museo Nacional del Prado, ODG059, correspondencia a Zapater, octubre, 1803). Dibujo autógrafo firmado. Certificado, publicado y exhibido.

Escribió dos libros: El estado de la real hacienda (1798) y Los aranceles de España (1802).
En abril de 1808 tras el Motín de Aranjuez, fue depuesto al igual que todo el gobierno presidido por Godoy. En Mallorca donde diversos parientes y amigos desempeñaban cargos de importancia, al conocerse la noticia, se produjeron disturbios, hasta tal punto que muchos de sus partidarios debieron huir y buscar refugio en dependencias conventuales.
Tras caer en desgracia, fue procesado por malversación de fondos públicos, resultando absuelto de los cargos que se le imputaban. Una vez iniciada la guerra de la independencia, huyó de Madrid con destino a Sevilla con la idea de unirse a los liberales de Cádiz, siendo detenido en la localidad de Malagón donde se le confundió con un general francés, al darse a conocer, fue identificado como el responsable del impuesto sobre el vino que había perjudicado a la economía de la localidad, siendo asesinado el 17 de marzo de 1809.
| Predecesor: Francisco de Saavedra y Sangronis | Secretario de Estado y del Despacho Universal de Hacienda de España e Indias Septiembre de 1798 - marzo de 1808 | Sucesor: Miguel José de Azanza |